# Aleksiej Nieczajew

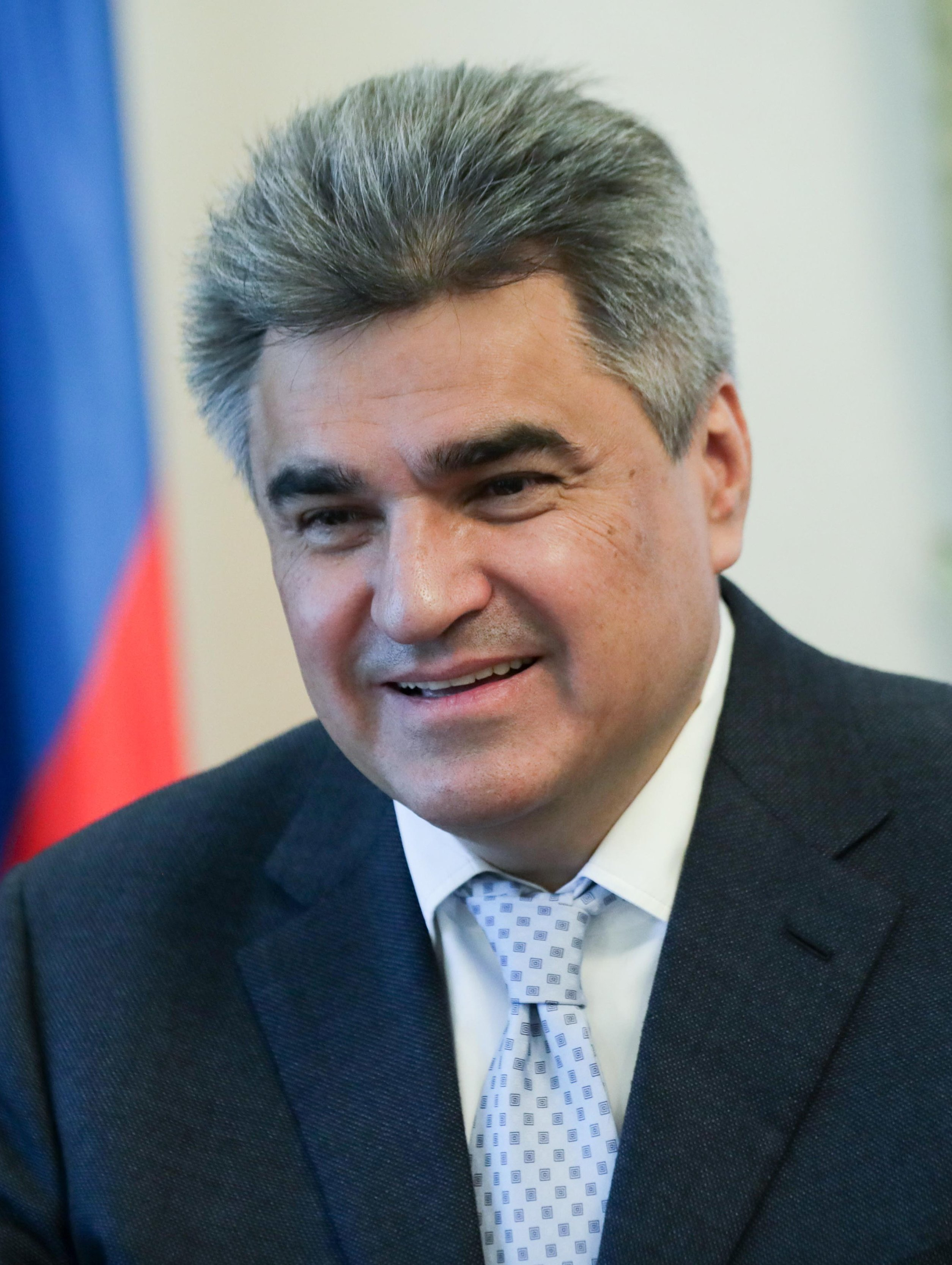
Aleksiej Nieczajew w 2021 r.

Aleksiej Nieczajew (ros. Алексей Геннадьевич Нечаев; ur. 30 sierpnia 1966) jest rosyjskim przedsiębiorcą i politykiem, prezesem rosyjskiej firmy kosmetycznej Faberlic, członkiem Ogólnorosyjskiego Frontu Ludowego, od 8 sierpnia  2020 przewodniczącym partii politycznej Nowi Ludzie. Jest jednym z oligarchów rosyjskich objętych sankcjami po inwazji Rosji na Ukrainę w 2022.

## Źródła
1. ↑  Aleksander Sławiński, Proputinowski oligarcha, kosmetyczna firma i jej unijna centrala w centrum Warszawy [online], warszawa.wyborcza.pl, 11 marca 2022 [dostęp 2022-03-11].
2. ↑  Opinion: A new party in Russia hopes to do politics the ‘normal’ way [online], The Independent, 7 września 2020 [dostęp 2022-03-11] (ang.).